# Мала Березина
Мала Березина (рус. Малая Березина) река је у европском делу Русије која протиче преко западног дела територије Смоленске области, односно преко територије Рудњанског рејона.
Извире код села Переволочје на подручју Рудњанске греде (микроцелина Витепског побрђа), тече ка југоистоку и након 43 km тока улива се у реку Березину (део басена реке Дњепар и Црног мора) код засеока Привољје.
Њене најважније притоке су Лешња и Ољшанка. На њеним обалама лежи град Рудња.